# يان كارتر
يان كارتر (20 سبتمبر 1967 ببرمنغهام في المملكة المتحدة - ) هو لاعب كرة قدم كندي في مركز الدفاع. شارك مع منتخب كندا تحت 20 سنة لكرة القدم ومنتخب كندا لكرة القدم. أما مع النوادي، فقد لعب مع إمباكت مونتريال ونادي بيتربورو يونايتد وToronto Lynx ‏ وتورونتو بلِيزارد ‏ ونادي دوفر أتليتيك وDurham Storm ‏ ونادي بان وWinnipeg Fury ‏.

## وصلات خارجية
- يان كارتر على موقع قاعدة بيانات كرة القدم.إي يو (الإنجليزية)
- يان كارتر على موقع ناشيونال فوتبول تيمز (الإنجليزية)